# Thomas Wertz
Pour les articles homonymes, voir Wertz.
Thomas Wertz est un coureur cycliste belge, né le 6 novembre 1992 à Verviers. Il est professionnel au sein de l'équipe continentale Wallonie Bruxelles en 2015 et 2016.

## Biographie
Thomas Wertz naît le 6 novembre 1992 à Verviers, dans la province de Liège en Belgique.
En 2009, il réalise une belle performance en terminant 2e du Chrono des Nations-Les Herbiers-Vendée juniors.
En 2012, il intègre l'équipe Lotto-Pôle Continental Wallon, qui prend le nom de T.Palm-Pôle Continental Wallon mi-juin, puis court ensuite au sein de la formation Color Code-Biowanze à partir de 2013.
En 2014, il termine quatrième de la Flèche ardennaise, course de l'UCI Europe Tour. Il se classe également deuxième de la troisième étape du Tour de Flandre-Orientale, qu'il termine quatrième au classement général. Début novembre, il se fait une luxation de l'épaule droite après une chute dans un caniveau lors d'une sortie en VTT.
En 2015, il devient professionnel dans l'équipe Wallonie-Bruxelles.
Plusieurs problèmes physiques au début de saison 2016 l'oblige à mettre un terme à sa carrière en juin 2016.

## Palmarès et classements mondiaux

### Palmarès sur route
- 2009
  - 2e du championnat de la province de Liège sur route juniors
  - 2e du Chrono des Nations-Les Herbiers-Vendée juniors
- 2013
  - 2e du championnat de Wallonie du contre-la-montre espoirs

### Classements mondiaux
| Année           | 2012 | 2013 | 2014 | 2015 |
| --------------- | ---- | ---- | ---- | ---- |
| UCI Europe Tour | nc   | nc   | 677e | nc   |